# Packard 180
Packard 180 (One-Eighty) –  samochód amerykańskiej marki Packard produkowany w latach 1940–1942 w ramach 18, 19 i 20 serii aut tej marki. Na nim był wzorowany sowiecki ZiS-110. Był to największy i najbardziej luksusowy model wśród pozostałych pojazdów Packarda (modele 110, 120 i 160). Zamontowano w nim niespotykane w innych autach elektrycznie opuszczane szyby.
Był karosowany przez renomowane firmy karoseryjne: Darrin, Rollson, LeBaron. Okazale prezentował się np. model One-Eighty Super Eight Custom Darrin Victoria Convertible. Popularne było nadwozie Touring Sedan.

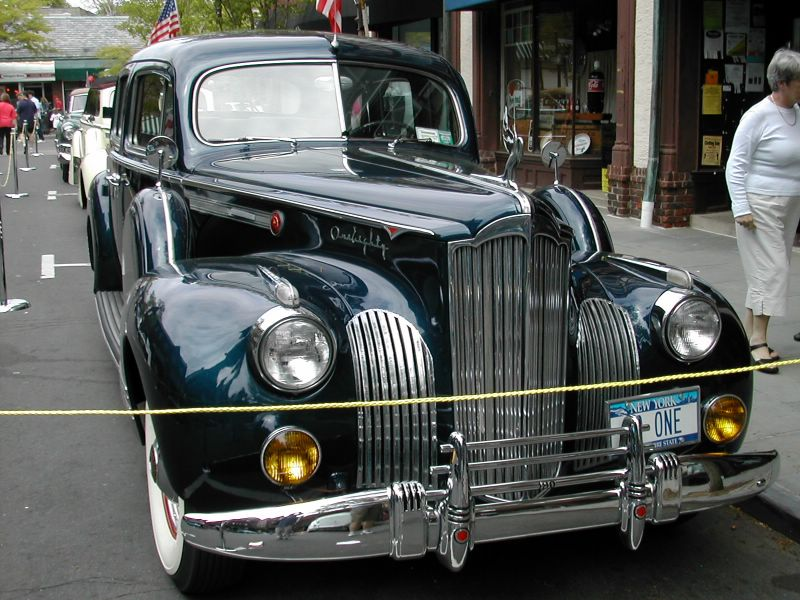
Packard 180 Formal Sedan (1941)

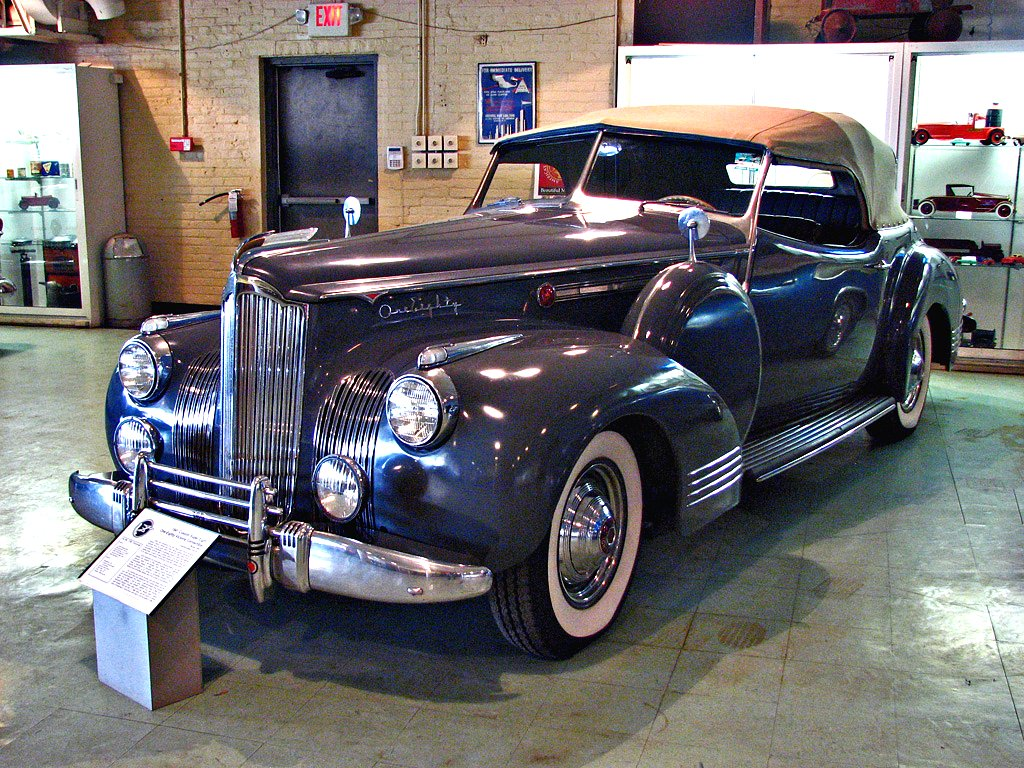
Packard 180 Darrin Convertible Victoria (1941)